# West Lagoon Island
West Lagoon Island (englisch für Westliche Laguneninsel) ist eine Insel westlich der Antarktischen Halbinsel. In der Gruppe der Léonie-Inseln liegt sie zwischen Kirsty Island im Westen und East Lagoon Island im Osten.
Das UK Antarctic Place-Names Committee benannte sie 2018 in Relation zur geographischen Lage von East Lagoon Island.